# Punctul lui Gergonne

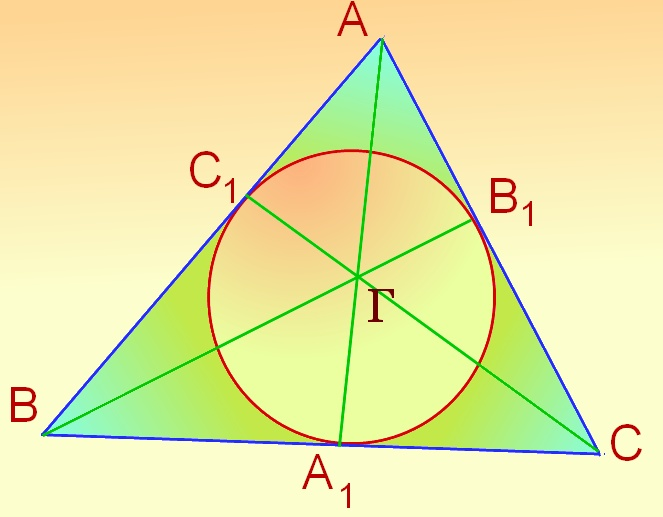
Punctul lui Gergonne

Punctul lui Gergonne este un punct din geometria triunghiului.
Poartă numele matematicianului Joseph Gergonne.
Teoremă.
Dacă în triunghiul ABC notăm cu {\displaystyle A_{1},B_{1},C_{1}\!} punctele de contact ale cercului înscris cu laturile {\displaystyle [BC],[CA],[AB],\!} atunci dreptele {\displaystyle AA_{1},BB_{1},CC_{1}\!} sunt concurente într-un punct numit punctul lui Gergonne și notat Γ.
Demonstrație.
Se ține cont că tangentele din același punct la un cerc au lungimi egale:
{\displaystyle AB_{1}\equiv AC_{1},\;BC_{1}\equiv BA_{1},\;CA_{1}\equiv CB_{1}\!}
și se aplică teorema lui Ceva.